# Schlacht auf dem Asfeld
Die Schlacht auf dem Asfeld fand 552 zwischen Gepiden und Langobarden statt. Dabei wurde Turismod, der Sohn des gepidischen Königs Turisind, durch Alboin, Sohn des langobardischen Königs Audoin, getötet. Die Bezeichnung Asfeld (germ. für „Schlachtfeld“) geht auf den Mönch Paulus Diaconus zurück, der sich hiermit als guter Kenner der germanischen Mythologie beweist. Der Ort der kriegerischen Auseinandersetzung wird zwischen Donau und Save vermutet.

## Vorgeschichte
Unter dem langobardischen König Audoin wurde eine Allianz mit dem oströmischen Reich, das gegen die Gepiden gerichtet war, geschlossen. Kaiser Justinian I. überließ Audoin die „Urbs Pannoniae“ und die „Norikon Polis“ (Südpannonien und die pannonisch-norischen Randgebiete). Damit wurde die von Nord nach Süd verlaufende Donau die Grenze zwischen Langobarden und Gepiden. Zudem konnte Audoin nach dem Tod des Frankenkönigs Theudebald, der ein erbitterter Gegner von Byzanz war, eine Allianz mit den Franken herstellen und damit den Gepiden den letzten Verbündeten nehmen. 

## Kriege mit den Gepiden
In der Folge kam es mehrmals zu kriegerischen Auseinandersetzungen zwischen diesen beiden Völkern, von denen die ersten beiden (547 Waffenstillstand und 549 Flucht beider Heere) ohne Kampfhandlungen beendet wurden; bei der Begegnung von 552 wandten sich die Gepiden nach dem Tod von Turismod in die Flucht und erlitten eine schwere Niederlage. Damit war die Begegnung aber noch nicht zu Ende, Alboin sollte in die Tafelrunde seines Vaters aufgenommen werden, was ihm nur erlaubt war, wenn er von einem auswärtigen König seine Waffen erhalten habe. Deswegen begab er sich mit vierzig Männern zu Thurisind und eröffnete ihm sein Ansinnen. Er wurde freundlich aufgenommen, sogar eine während des Gastmahls ausbrechende Auseinandersetzung wurde von Thurisind beigelegt, und er übergab Alboin die Waffen seines gefallenen Sohnes; de facto war dies eine Adoption als „Waffensohn“. Nach seiner Rückkehr konnte Alboin somit als Tischgenosse am Tisch seines Vaters teilnehmen. 
Fünfzehn Jahre später kam es zu einem Bündnis zwischen den Langobarden und den Awaren gegen die Gepiden. Letztere mussten aber in die Auseinandersetzung nicht mehr eingreifen, da die Langobarden bereits siegreich waren. Der gepidische König Kunimund wurde in dieser Schlacht 567 eigenhändig von dem langobardischen König Alboin getötet und die Gepiden wurden vollständig besiegt. Den Awaren war das Gebiet der Gepiden zugesichert worden; ein Jahr später fand der Auszug der Langobarden nach Italien statt und die Awaren konnten ganz Pannonien besetzen. 

## Folgen
Für die oströmische Unterstützung zeigte sich Audoin erkenntlich, indem er seine aus 5500 Kriegern bestehende Kernstreitmacht zu Narses nach Italien sandte. Diese Truppe bildete mit etwa 3000 Herulern den Stoßtrupp des byzantinischen Heeres 552 in der Entscheidungsschlacht bei Busta Gallorum, in welcher der König der Ostgoten Totila getötet wurde. 
Alboin heiratete in zweiter Ehe Rosamunde, die Tochter des Gepidenkönigs Kunimund. Nach einer legendenhaften Darstellung soll er diese dazu gezwungen haben, aus einem Trinkgefäß (scala), das aus dem Schädel ihres Vaters Kunimund gefertigt worden war, zu trinken. Dies hat dann 572 oder 573 zu einer von Rosamunde angezettelten Verschwörung der italischen Gepiden und zur Ermordung Alboins geführt.